# Anna Hall Roosevelt
Anna Rebecca Hall Roosevelt (Nueva York, 17 de marzo de 1863-ibidem, 7 de diciembre de 1892) fue una socialité estadounidense. Fue la madre de la primera dama de los Estados Unidos, Eleanor Roosevelt. Anna fue descrita como una belleza célebre.

## Biografía

### Primeros años
Anna Rebecca Hall nació el 17 de marzo de 1863. Era la mayor de siete hijos de Valentine Gill Hall Jr. y Mary Livingston Ludlow de la familia Livingston. Su matrimonio «... unió a un miembro de una prominente familia mercantil de Nueva York con la nobleza del río Hudson». Anna nació en la ciudad de Nueva York y era nieta de Edward Hunter Ludlow.
Sus hermanos, Valentine III y Edward, fueron campeones de tenis y, más tarde, alcohólicos que gastaron más allá de sus posibilidades y herencias. Las cuatro hermanas de Anna eran Elizabeth, Mary, Edith y Maude. Su padre murió sin dejar un testamento cuando Anna tenía 17 años, y se vio obligada a tomar el control de la familia y ayudar a administrar las finanzas.
Anna fue una de las principales debutantes de la temporada de 1881. Una figura prominente entre la élite social de la ciudad de Nueva York, era una hábil amazona. Se cree que Anna y Elliott Bulloch Roosevelt, el hermano del futuro presidente de los Estados Unidos Theodore Roosevelt, se comprometieron en el Día de los Caídos de 1883, en una fiesta en casa ofrecida por su amiga, Laura Delano, en Algonac, la finca de Delano en el río Hudson en Newburgh, Nueva York. En ese momento, Anna vivía en Oak Terrace, la finca de su familia río arriba en Tivoli, Nueva York.

### Vida de casada
El 1 de diciembre de 1883, se casó con Roosevelt en Calvary Church en Gramercy Park en la ciudad de Nueva York. La pareja se mudó a una casa de piedra rojiza en el elegante East Thirties. Anna y Elliott tuvieron tres hijos:
- Anna Eleanor Roosevelt (1884-1962).[9]
- Elliott Bulloch Roosevelt Jr. (1889–1893).[10]
- Gracie Hall Roosevelt (1891.1941).[11]

Anna Roosevelt fue responsable de numerosos eventos sociales y bailes benéficos, aunque su cuñado Theodore la consideraba frívola. En el momento de su matrimonio el 1 de diciembre de 1883, Elliott ya era conocido como un gran bebedor adicto al láudano. A menudo sujeta a dolores de cabeza y depresiones, Anna estaba algo avergonzada por considerar poco atractiva a su hija Eleanor y apodaba a Eleanor «Granny» («abuelita»), debido al comportamiento serio de la niña.
En la primavera de 1887, la familia navegó hacia Europa a bordo del SS Britannic. Un día fuera del puerto, su barco fue embestido por el SS Celtic, cuya proa perforó un total de diez pies en el costado del SS Britannic, matando a varios pasajeros e hiriendo a muchos otros. El grupo de Roosevelt fue evacuado a botes salvavidas antes de continuar su viaje a bordo de otro transatlántico. A su regreso, Elliott comenzó la construcción de su residencia de campo en Long Island, Half Way Nirvana. Las fiestas en su propiedad incluían polo y cabalgatas.
En 1889, después del nacimiento de su segundo hijo, el alcoholismo de Elliott solo aumentó y la familia viajó a Austria en busca de tratamiento. Después de tres meses, se mudaron a París, Francia, donde nació el tercer hijo de Anna, un hijo, (Gracie) Hall. El matrimonio se tambaleó al colapsar durante su tiempo en Francia. Poco después, Anna y Elliott se separaron.
Cuando Eleanor tenía ocho años, Anna contrajo difteria y murió el 7 de diciembre de 1892 a los 29 años en su casa, 52 East 61st Street en Manhattan. Elliott murió en su casa, en 313 West 102 Street el 14 de agosto de 1894, de una convulsión después de un intento de suicidio y los efectos acumulativos del alcoholismo. Los restos de Anna y Elliott están enterrados en la bóveda de la familia Hall en el cementerio de la Iglesia Episcopal de St. Paul en Tivoli.
La hija de Anna, Eleanor, se convertiría en primera dama de los Estados Unidos, y el primo quinto de su esposo Elliott, Franklin D. Roosevelt, se convirtió en presidente de los Estados Unidos en 1933. 